# Georges et Louis Frerejean
Pour les autres membres de la famille, voir famille Frerejean.
 (février 2021).
 (février 2021).

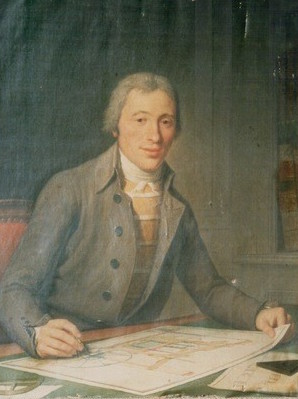
Georges Frerejean (1760-1831).

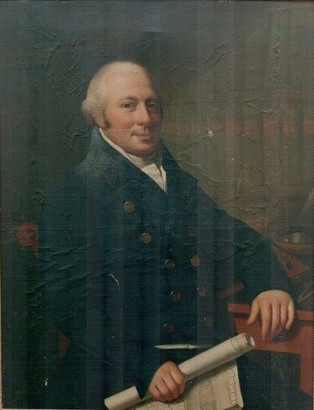
Louis Frerejean (1762-1832).

Georges Frerejean (1760-1831) et Louis Frerejean (1762-1832) furent maîtres de forges de la famille Frerejean.

## Biographie commune
De la fin de l'Ancien Régime à la chute de Charles X (1830), les deux frères, nés à Lyon d'Antoine Frerejean, développèrent une énergie inlassable au service de la métallurgie française ; leur étroite collaboration fit le succès de leurs entreprises. Pendant toute leur longue carrière, les spécialistes de l'histoire industrielle ont reconnu leur préoccupation constante pour le bien-être de leurs ouvriers.
De 1770 à 1778, tous deux firent leurs études au collège de la Trinité à Lyon. De 1781 à 1783, ils participent tous deux à la mise au point du pyroscaphe, un des premiers bateaux à vapeur de l'histoire.
En 1785, à l'âge de vingt-trois ans, Louis va se rendre en Angleterre pour « espionner » les techniques utilisées pour obtenir le cuivre rouge de Chessy, en Cornouailles. En 1785 et 1790 respectivement, à cinq ans de distance, Georges et Louis épousèrent les deux sœurs Grange, Jeanne et Aimée, filles d'un célèbre teinturier lyonnais.
Puis, en 1791, ils achètent la forge des Chartreux à Lyon. En 1792-1793, les frères Frerejean fondent leurs premiers canons dans les ateliers de la rue Vieille, d'abord pour la municipalité « patriote » puis pour la municipalité contre-révolutionnaire. Le 1er septembre 1793, les deux frères Georges et Louis décidèrent d'enfouir cent canons, de briser les moules et les fours de leurs forges, et d'abandonner la contre-révolution en quittant Lyon.
Le 25 frimaire an II (15 décembre 1793), le comité de salut public félicita les frères Frerejean de leur attitude patriotique et décida de leur attribuer une somme de quarante mille livres pour leur permettre de créer à Pont-de-Vaux une fonderie de canons. De 1794 à 1796, pendant deux ans à Pont-de-Vaux, les frères Frerejean produisirent donc plus de huit cents canons de grande qualité pour soutenir les armées de la République. Grâce au métal des cloches des villes et villages de l'Ain et de Saône-et-Loire, on coula non seulement des pièces de quatre ou de huit comme à Lyon mais des pièces de vingt-quatre et quantité de caronades et des obusiers ; la fonderie était installée place Maubert face à l'ancienne forge Frerejean dans l'ancien couvent des Ursulines : elle continuera à usiner des canons jusqu'en juillet 1796.
1800-1810 : pendant dix ans Georges et Louis développèrent de façon considérable l'usine de Pont-Évêque près de Vienne qui produisait du cuivre pour les besoins de l'industrie et de la Marine française, du plomb laminé et du laiton. Une unité de production de canons fut également créée en 1808 à Pont-Évêque et permit la réalisation de plusieurs centaines de pièces.
En 1810, Napoléon Ier crée le Conseil des Arts et Manufacture composé des trente plus importants industriels de l'Empire. Georges l'« ainé » en est un des premiers membres. L'empereur pour le récompenser de ses réalisations le nomme colonel d'artillerie à titre honoraire. En 1812, de Moscou, l'Empereur signa le décret qui faisait de Louis Frerejean l'unique exploitant de la mine de fer de la Voulte située dans l'Ardèche à proximité du Rhône.
En 1817, Louis Frerejean acquiert la forge de Cran près d'Annecy qui devient le centre métallurgique du Royaume de Piemont-Sardaigne. Toutefois, le monopole se fragilise en 1832 lorsque les concurrents savoyards Joseph-Marie et Jean Balleydier créent à Gênes des forges plus modernes. Le 28 juin 1819 est créée la société « les forges et fonderie de Louis Frerejean et fils » qui devient en 1821, la « société des Fonderies et forges de la Loire et de l'Isère ».
À la mort de Louis, ce groupe lyonnais constitue la deuxième entreprise sidérurgique française et contrôle quatorze hauts fourneaux, six forges, cinq mines de fer et quatre mines de charbon. Après la disparition des deux frères Georges et Louis à quelques mois de distance 1831-1832, les forges Frerejean continuèrent à se développer dirigées par leurs fils respectifs Victor Frerejean et Benoît Frèrejean.

## référence
1. ↑  Statuts de la société des Fonderies et forges de la Loire et de l'Isère in Bulletin des lois du royaume de France, 7e série, tome quinzième, Paris, imprimerie royale, 1823.